# 磷酸钆
磷酸钆是一种无机化合物，化学式为GdPO4。它的半水合物可由氯化钆和磷酸反应得到，根据反应条件不同，也能形成一水合物或无水物。
掺Sm3+的La1-xGdxPO4可用于白光LED。